# Cao Hâm
Cao Hâm (sinh ngày 12 tháng 5 năm 1994 tại Thiên Tân) là một vận động viên quần vợt người Trung Quốc. Gao Xin nhận được suất đặc cách nhưng thất bại ngay tại vòng 1 giải ATP Shenzhen Open 2014.